# Teyssonne
La Teysonne est une rivière française dans le département de la Loire. C'est un affluent de la rive gauche de la Loire.

## Étymologie
Le nom Teyssonne contient le suffixe gaulois -onna désignant un cours d’eau (fleuve ou rivière). On le retrouve dans les noms de la Garonne, de la Saône, de la Vauxonne, etc. Teys-, du gaulois tascos, ancien français taisson.

## Géographie

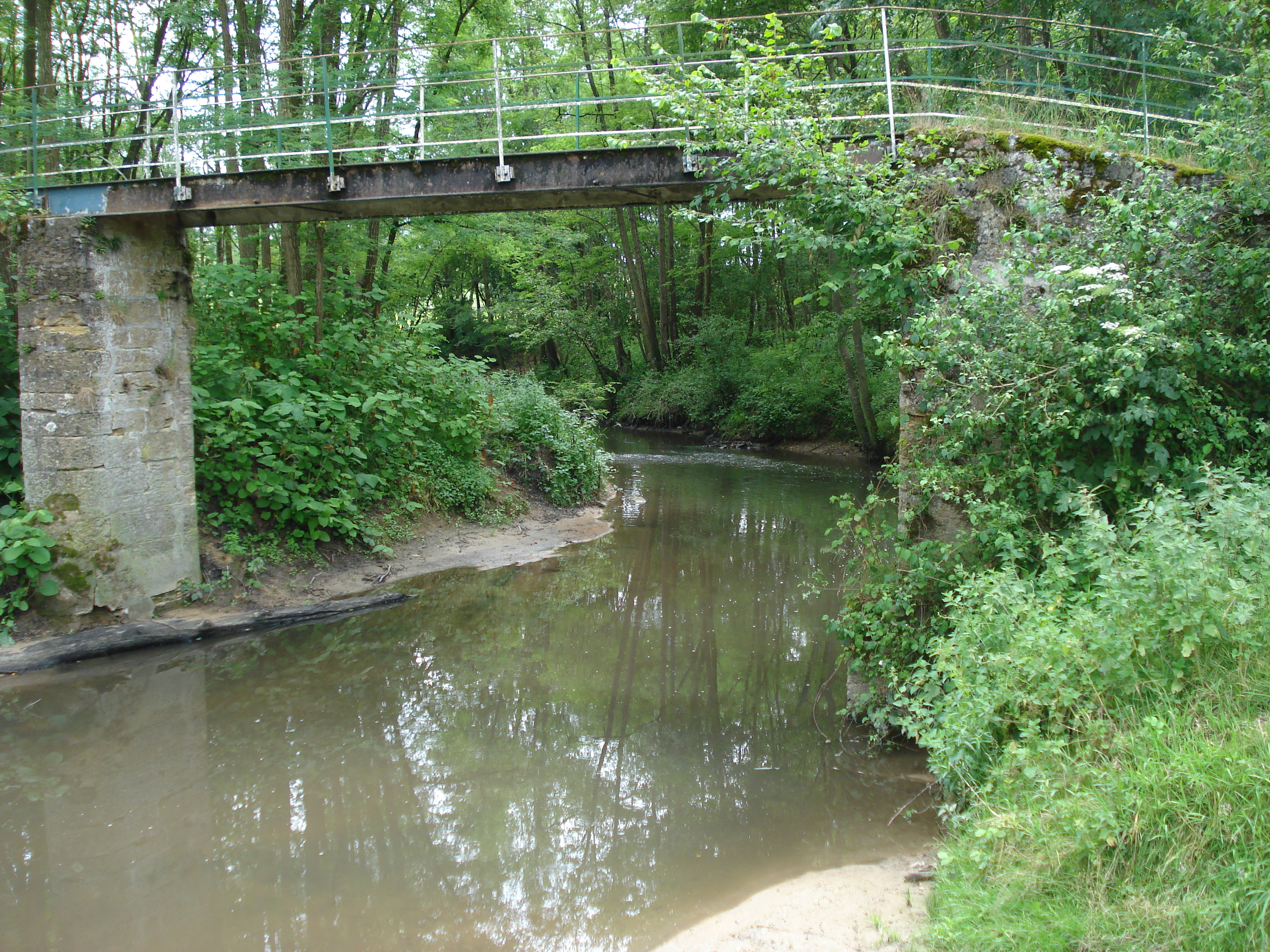
La Teyssonne à Teyssonne, passerelle.

De 29,98 km de longueur, la Teyssonne descend des monts de la Madeleine, où elle prend sa source à la Croix du Sud (763 m) et elle prend source à 600 m d'altitude.
Elle coule  coule d'abord vers le Nord en suivant une faille tectonique, tout en traversant la commune de Saint-Bonnet-des-Quarts. Puis elle bifurque à l’est, et traverse dans la partie nord de la plaine du Forez les communes de Changy, Saint-Forgeux-Lespinasse, Saint-Germain-Lespinasse, Noailly et La Bénisson-Dieu.
Elle rejoint la Loire peu après le hameau de Teyssonne, commune de Briennon, à 262 m d'altitude.

## Communes et cantons traversés
Dans le seul département de la Loire, la Teysonne traverse sept communes et trois cantons :
- dans le sens amont vers aval : Saint-Bonnet-des-Quarts (source), Changy, Saint-Forgeux-Lespinasse, Saint-Germain-Lespinasse, Noailly, La Bénisson-Dieu, Briennon (confluence).

Soit en termes de cantons, la Teyssonne prend source dans le canton de la Pacaudière, traverse le canton de Saint-Haon-le-Châtel, conflue dans le canton de Roanne-Nord, le tout dans l'arrondissement de Roanne.

## Affluents
La Teyssonne a dix affluents référencés dont :
- ? (rg), 2,5 km sur les deux communes de Changy et Saint-Forgeux-Lespinasse.
- le ruisseau du Pont Briquet, ou le ruisseau le Trévelins (rd), 10,7 km sur les trois communes de Saint-Forgeux-Lespinasse, Saint-Germain-Lespinasse, et Ambierle avec un affluent :
  - la Fontanière (rd), 9,1 km sur les deux communes de Saint-Germain-Lespinasse, et Ambierle.
- le Ria (rg), 6,4 km sur les trois communes de Changy, Saint-Forgeux-Lespinasse et Noailly.
- la Goutte d'Agnier (rg), 4 km sur la seule commune de Noailly.
- le Cacherat ou le ruisseau le Fillerin, ou le ruisseau la Maladière (rd), 19,3 km sur les cinq communes de Noailly, Saint-Germain-Lespinasse, Ambierle, Saint-Romain-la-Motte, Saint-Haon-le-Vieux avec trois affluents :
  - le ruisseau Arzole (rd), 6,5 km sur les trois communes de Saint-Haon-le-Chatel, Saint-Germain-Lespinasse, Saint-Haon-le-Vieux.
  -  ? (rd), 0,8 km sur la seule commune de Saint-Romain-la-Motte.
  - un bras du ruisseau le Fillerin (rg), 1 km sur la seule commune de Saint-Romain-la-Motte.
- la Goutte Pillot (rg) 5,5 km sur les deux communes de Vivans et Noailly.
- ? (rg) 0,7 km sur les deux communes de La Bénisson-Dieu, et Noailly.
- le Clapier (rd), 3,3 km sur les deux communes de La Bénisson-Dieu, et Noailly.
- la canal de Roanne à Digoin, 54,9 km[4] sur onze communes.

Le rang de Strahler est donc de trois.

## Hydrologie
La Teyssonne traverse une seule zone hydrographique 'La Teissonne & ses affluents' (K108) pour 162 km2 de superficie. Le bassin versant est constitué de 73,74 % de territoires agricoles, 22,88 % de forêts et milieux semi-naturels et de 3,80 % de territoires artificialisés.

## Organisme gestionnaire
L'organisme gestionnaire est le Syndicat intercommunal Eaux Teyssonne, sis rte Vivans à la Pacaudière. Il gère une population de 7 174 habitants sur onze communes.

## Pêche
La Teyssonne est un cours d'eau de première catégorie - source jusqu'au moulin Sarrot (sur la commune de Saint-Forgeux-Lespinasse) - et un cours d'eau de deuxième catégorie. Une réserve de pêche est instituée jusqu'en 2017 sur la commune de Changy et pour un kilomètre par décret préfectoral.

## Écologie et ZNIEFF

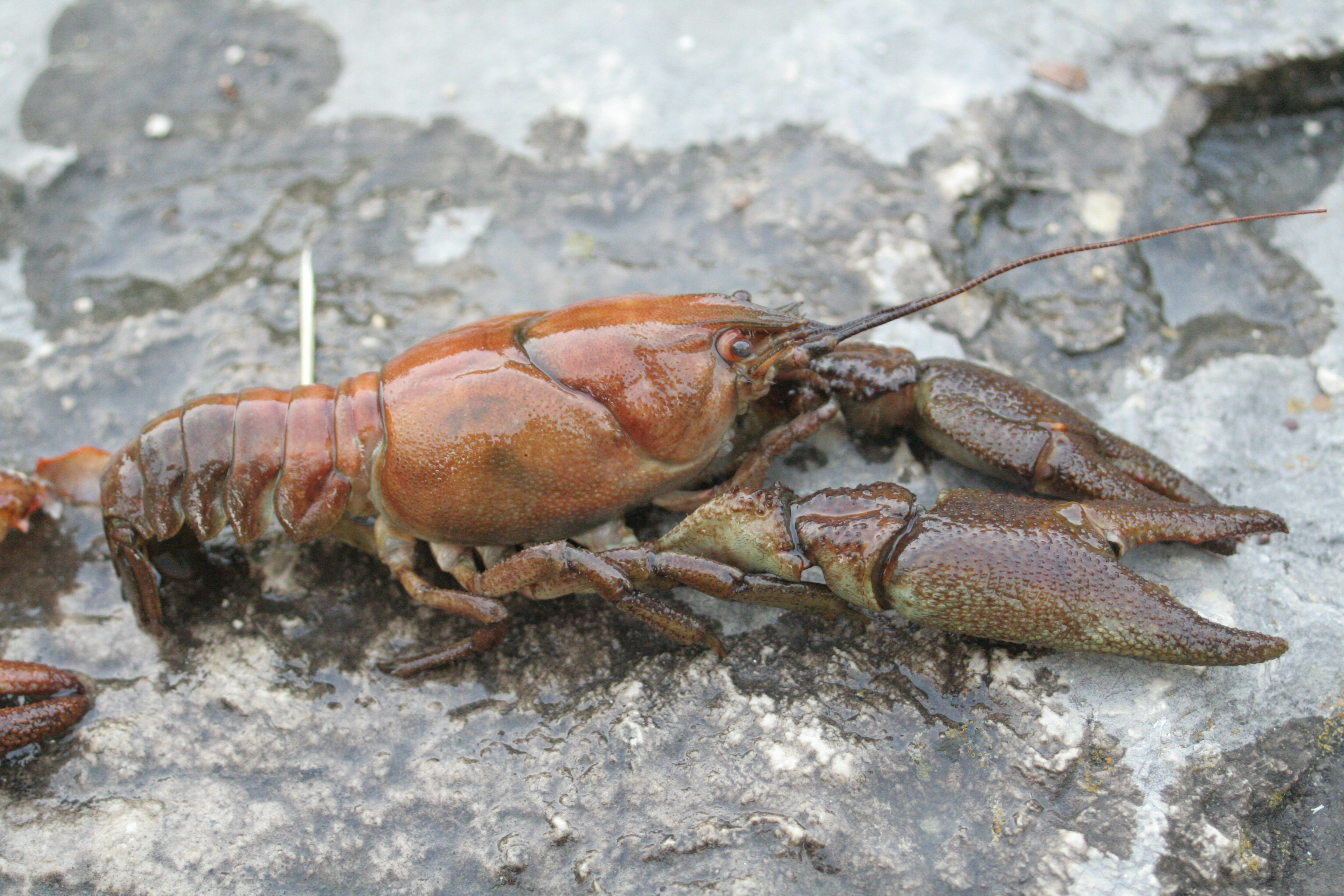
L'écrevisse à pattes blanches.

Une ZNIEFF de type I est décrite sur la commune de Saint-Bonnet-des-Quarts pour 28 hectares depuis 2007 sous le numéro ZNIEFF 820032320 - Ruisseau de la Teyssonne.
En particulier, la population d'écrevisse à pattes blanches est bien équilibrée.